# Le Territoire des loups
Pour les articles homonymes, voir Grey.
Pour plus de détails, voir Fiche technique et Distribution.
Le Territoire des loups ou Peur grise au Québec (The Grey) est un film américain réalisé par Joe Carnahan et sorti en 2012.

## Synopsis
John Ottway est chargé de la protection des travailleurs d'une compagnie pétrolière travaillant à la construction d'un oléoduc en Alaska, contre les terribles animaux sauvages du Grand Nord.
Durant un vol qui ramène les travailleurs à Anchorage, leur avion s'écrase, laissant les quelques survivants seuls au milieu d’un univers particulièrement hostile.
Ils s’aperçoivent vite qu’ils se trouvent sur le territoire d’une meute de loups. Ottway prend les commandes du groupe de rescapés pour tenter de les amener le plus loin possible de ce qu’il pense être leur tanière. Épuisés et sans cesse traqués par les loups, mais également soumis aux éléments naturels déchaînés, les hommes savent que leurs chances de survie sont faibles. Si la forêt semble le meilleur abri contre les animaux et la neige, le groupe va réaliser rapidement que les obstacles peuvent aussi venir de l’intérieur. Chacun possède un lourd passé, et les tensions durant ce terrible cheminement ne font que s’accentuer.

## Fiche technique
- Titre original : The Grey
- Titre français : Le Territoire des loups
- Titre québécois : Peur grise
- Réalisation : Joe Carnahan
- Scénario : Joe Carnahan et Ian Mackenzie Jeffers, d'après la nouvelle Ghost Walker de Ian MacKenzie Jeffers
- Musique : Marc Streitenfeld
- Photographie : Masanobu Takayanagi
- Montage : Roger Barton, Jason Hellmann et Joseph Jett Sally
- Décors : John Willett
- Costumes : Courtney Daniel
- Production : Joe Carnahan, Jules Daly, Mickey Liddell, Ridley Scott, Tony Scott
  - Producteurs délégués : Marc Butan, Ross Fanger, Bill Johnson, Adi Shankar, Spencer Silna
  - Coproducteurs : Malcolm Reeve, Douglas Saylor Jr.
- Sociétés de production : 1984 Films, 1984 Private Defense Contractors, Grey Wolf Productions, Liddell Entertainment et Scott Free Productions
- Distribution : Open Road Films (États-Unis), Metropolitan Filmexport (France)
- Genre : aventures, drame
- Budget : entre 25[1] et 35 000 000 USD[2]
- Pays de production :  États-Unis
- Langue originale : anglais
- Durée : 117 minutes
- Dates de sortie[3] : 
  - États-Unis : 27 janvier 2012
  - France : 29 février 2012
- Classification[4] :
  - États-Unis : R - Restricted
  - France : interdit aux moins de 12 ans

## Distribution
- Liam Neeson (VF : Frédéric van den Driessche[5] et VQ : Éric Gaudry[6]) : John Ottway
- Dallas Roberts (VF : Alexis Victor et VQ : Dominique Côté) : Pete Henrick
- Frank Grillo (VF : Nessym Guetat et VQ : Pierre Auger) : John Diaz
- Dermot Mulroney (VF : Joël Zaffarano et VQ : Daniel Picard) : Jerome Talget
- Nonso Anozie (VF : Daniel Lobé et VQ : Thiéry Dubé) : Jackson Burke
- Joe Anderson (VF : Alexis Tomassian et VQ : Philippe Martin) : Todd Flannery
- Ben Bray (VF : Gunther Germain et VQ : Pierre-Étienne Rouillard) : Hernandez
- James Badge Dale (VF : Guillaume Lebon et VQ : Patrick Chouinard) : Luke Lewenden
- Anne Openshaw : la femme d'Ottway
- Peter Girges : Secrétaire de l'entreprise
- Jonathan Bitonti : Ottway (5 ans)
- James Bitonti : le père d'Ottway
- Ella Kosor : la petite fille de Talget
- Jacob Blair : Cimoski
- Lani Gelera : l'hôtesse de l'air
- Larissa Stadnichuk : l'hôtesse de l'air

## Production

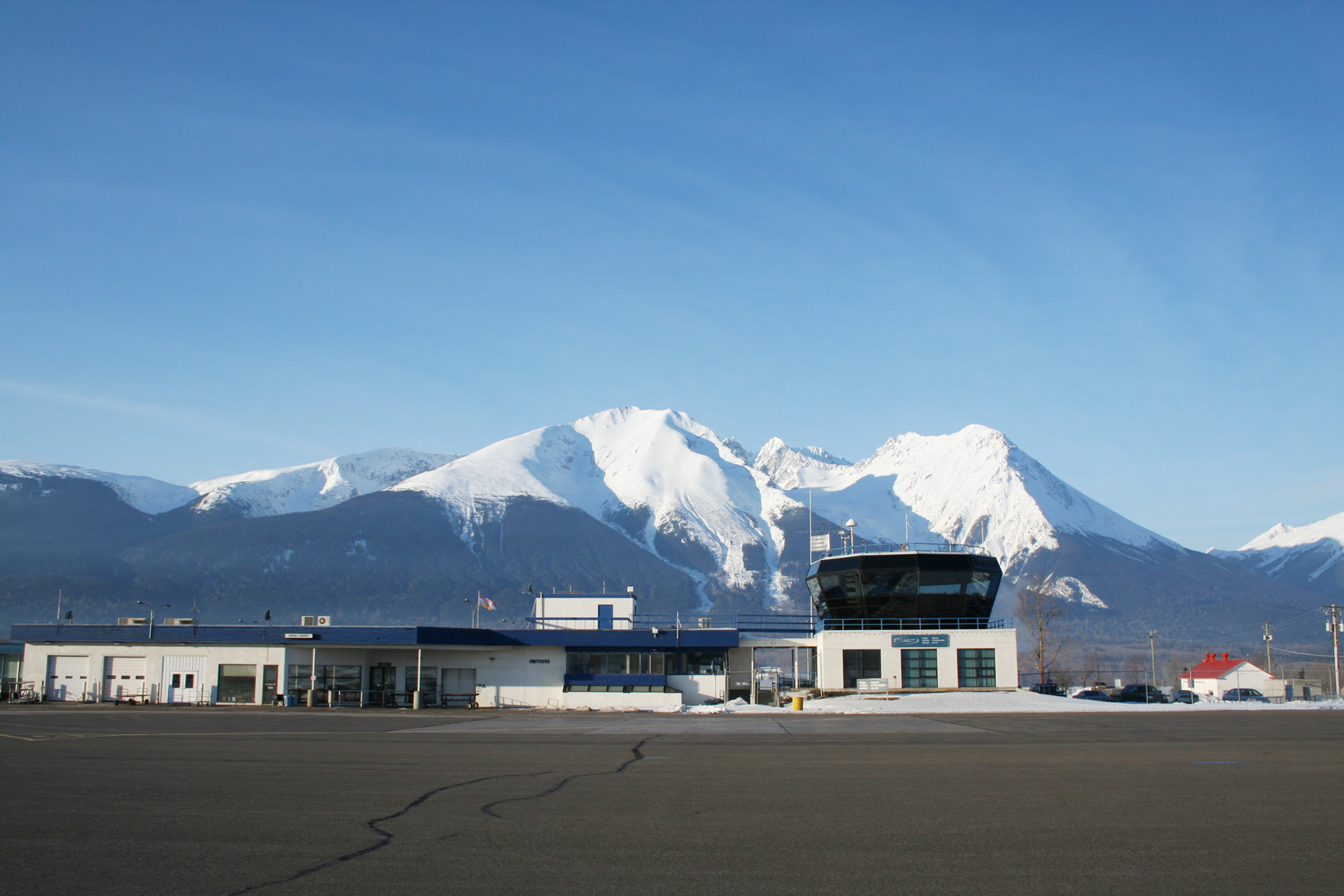
L'équipe tourne notamment à l'aéroport de Smithers

Le scénario situait initialement l'intrigue dans le Yukon au Canada. Cependant, les producteurs préfèrent l'Alaska aux États-Unis pour que le public américain s'identifie davantage au film. Joe Carnahan s'oppose farouchement à ce choix mais devra céder.
À l'origine, ce devait être Bradley Cooper qui devait incarner le rôle principal, après avoir tourné avec le réalisateur L'Agence tous risques. Il est finalement remplacé par un autre acteur présent dans ce film : Liam Neeson. Michael Biehn a également été envisagé pour un rôle.
Le tournage a lieu de janvier à mars 2011. Il se déroule en Colombie-Britannique au Canada, notamment à Vancouver et Smithers. Le tournage a été particulièrement éprouvant pour l'équipe en raisons des températures négatives et du phénomène de blanc dehors. Liam Neeson raconte « Pendant les premiers jours, c’était tout bonnement physiquement impossible. Il fallait que l’on mémorise nos répliques, mais c’était comme si nos cerveaux avaient gelé… Nous n’étions capables de penser qu’à une seule chose : se réchauffer. »

## Accueil

### Critique
Le film reçoit des critiques globalement positives. Sur l'agrégateur américain Rotten Tomatoes, il récolte 79X% d'opinions favorables pour 209 critiques et une note moyenne de 6,9⁄10. Sur Metacritic, il obtient une note moyenne de 64⁄100 pour 35 critiques.
En France, le film obtient une note moyenne de 3,5⁄5 sur le site AlloCiné, qui recense 22 titres de presse.
Certaines associations animales critiquent la façon dont sont montrés les loups dans le film. Le réalisateur Joe Carnahan s'en défendra : « Nos loups sont des créatures fictives, ils sont différents des vrais animaux. Même si je suis très sensible à l’idée que les loups n’attaquent pas les gens, ce sont tout de même des animaux sauvages, qui ont leur place dans la nature. Je n’ai jamais souhaité représenter les loups comme des tueurs sanguinaires ! Ces animaux vivent dans la nature, libres, et ils protègent ce qui leur appartient. »

### Box-office
| Pays ou région    | Box-office      | Date d'arrêt du box-office | Nombre de semaines |
| ----------------- | --------------- | -------------------------- | ------------------ |
| États-Unis Canada | 51 580 236 $    | 19 avril 2012              | 2012               |
| France            | 330 957 entrées |                            | -                  |
| Total mondial     | 79 781 695 $    | -                          | -                  |

## Distinctions
Source : Internet Movie Database

### Récompenses
- Golden Trailer Awards 2012 : meilleure bande-annonce d'un thriller
- Fangoria Chainsaw Awards 2013 : meilleur acteur pour Liam Neeson

### Nominations
- Saturn Awards 2012: Saturn Award du meilleur film d'horreur ou thriller
- Dublin Film Critics' Circle Awards 2012 : meilleur film
- Fangoria Chainsaw Awards 2013 : meilleur film sorti à grande échelle, meilleur acteur dans un second rôle pour Frank Grillo et meilleure musique pour Marc Streitenfeld